# Урочище «Баймаки ІІ»
Уро́чище «Баймаки́ II» — ботанічна пам'ятка природи місцевого значення в Україні. Об'єкт природно-заповідного фонду Хмельницької області.
Розташована в межах Хмельницького району Хмельницької області, на південний схід від міста Красилів.
Площа 0,4 га. Статус присвоєно згідно з розпорядженням облвиконкому від 30.01.1969 року № 72-р. Перебуває у віданні ДП «Старокостянтинівський лісгосп» (Красилівське лісництво, кв. 52, вид. 3).
Статус присвоєно для збереження частини лісового масиву з високопродуктивними насадженнями дуба віком понад 30 року.